# Врховац (Озаљ)
Врховац је насељено место у саставу града Озља у Карловачкој жупанији, Хрватска. До територијалне реорганизације у Хрватској налазио се у саставу старе општине Озаљ.

## Становништво
На попису становништва 2011. године, Врховац је имао 354 становника.

## Попис1991.
На попису становништва 1991. године, насељено место Врховац је имало 478 становника, следећег националног састава:
| Попис 1991.‍ | Попис 1991.‍ | Попис 1991.‍ | Попис 1991.‍ | Попис 1991.‍ |
| ----------- | ----------- | ----------- | ----------- | ----------- |
|             |             |             |             |             |
| Хрвати      | Хрвати      |             | 473         | 98,95%      |
| Словенци    | Словенци    |             | 1           | 0,20%       |
| непознато   | непознато   |             | 4           | 0,83%       |
| укупно: 478 |             |             |             |             |